# Чемпіонат світу з біатлону 2013 — естафета 4 x 7,5 км, чоловіки
Чоловіча естафетна гонка на чемпіонаті світу з біатлону 2013 відбулася 16 лютого 2013 року в Новому Месті-на-Мораві, Чехія. У гонці взяли участь 29 команд.

## Результати
| Місце | Біб | Країна                                                                                         | Час                                       | Штрафи (Л+С)                            | Відставання |
| ----- | --- | ---------------------------------------------------------------------------------------------- | ----------------------------------------- | --------------------------------------- | ----------- |
| 1     | 3   | Норвегія Уле-Ейнар Б'єрндален Генрік л'Абе-Лунд Тар'єй Бо Еміль Хегле Свендсен                 | 1:15:39.0 18:34.9 18:50.2 18:52.4 19:21.5 | 0+2 0+3 0+1 0+2 0+0 0+0 0+1 0+0 0+0 0+1 |             |
| 2     | 1   | Франція Сімон Фуркад Жан-Гійом Беатрікс Алексі Беф Мартен Фуркад                               | 1:16:51.8 18:58.8 19:10.4 19:35.3 19:07.3 | 0+0 0+7 0+0 0+3 0+0 0+1 0+0 0+2         | +1:12.8     |
| 3     | 5   | Німеччина Сімон Шемпп Андреас Бірнбахер Арнд Пайффер Ерік Лессер                               | 1:16:57.5 18:30.8 18:54.6 19:08.7 20:23.4 | 0+0 2+3 0+0 0+0 0+0 2+3                 | +1:18.5     |
| 4     | 2   | Росія Антон Шипулін Євген Устюгов Євген Гаранічев Дмитро Малишко                               | 1:17:03.1 18:35.2 18:59.1 20:13.6 19:15.2 | 0+1 2+6 0+0 0+1 0+0 2+3 0+1 0+1         | +1:24.1     |
| 5     | 4   | Австрія Сімон Едер Даніель Мезотіч Крістоф Зуманн Домінік Ландертінгер                         | 1:17:17.9 18:37.5 19:11.0 19:53.0 19:36.4 | 0+0 0+5 0+0 0+0 0+0 0+2 0+0 0+1 0+0 0+2 | +1:38.9     |
| 6     | 8   | Чехія Міхал Шлезінгр Ондрей Моравець Ярослав Соукуп Міхал Крчмар                               | 1:18:29.1 18:34.8 19:34.1 20:05.1 20:15.1 | 0+3 0+6 0+0 0+1 0+2 0+2 0+1 0+2 0+0 0+1 | +2:50.1     |
| 7     | 11  | Італія Крістіан Де Лоренці Домінік Віндіш Крістіан Мартінеллі Лукас Гофер                      | 1:18:43.9 19:50.2 19:19.9 20:18.2 19:15.6 | 0+3 1+6 0+0 1+3 0+2 0+0 0+1 0+1 0+0 0+2 | +3:04.9     |
| 8     | 19  | Канада Жан-Філіпп Леґеллек Скотт Гоу Натан Сміт Скотт Перрас                                   | 1:18:44.7 18:54.9 20:22.4 19:41.1 19:46.3 | 0+4 0+5 0+1 0+1 0+2 0+1 0+1 0+0 0+0 0+3 | +3:05.7     |
| 9     | 15  | Болгарія Михаїл Клетчеров Мирослав Кенанов Владімір Ілієв Красімір Анев                        | 1:80:50.6 19:07.0 20:15.7 19:39.4 19:48.5 | 0+2 0+3 0+1 0+0 0+0 0+1 0+1 0+1 0+0 0+1 | +3:11.6     |
| 10    | 9   | Словаччина Душан Шімочко Павол Гурайт Матей Казар Мирослав Матяшко                             | 1:19:06.8 19:23.2 19:52.0 19:22.0 20:29.6 | 0+5 0+4 0+1 0+0 0+1 0+2 0+2 0+1 0+1 0+1 | +3:27.8     |
| 11    | 6   | Швеція Карл Юхан Бергман Б'єрн Феррі Тобіас Арвідсон Фредрик Ліндстрем                         | 1:19:26.7 19:42.0 19:32.2 20:19.1 19:53.4 | 0+6 1+4 0+2 1+3 0+1 0+1 0+2 0+0 0+1 0+0 | +3:47.7     |
| 12    | 13  | США Ловелл Бейлі Тім Берк Расселл Каррієр Лейф Нордгрен                                        | 1:19:40.8 19:13.2 19:47.8 20:21.4 20:18.4 | 0+3 0+9 0+0 0+3 0+2 0+2 0+0 0+1 0+1 0+3 | +4:01.8     |
| 13    | 10  | Словенія Петер Докл Клемен Бауер Янез Марич Яков Фак                                           | 1:19:54.0 19:41.3 20:13.3 20:46.8 19:12.6 | 0+5 1+6 0+3 0+1 0+0 1+3 0+2 0+2 0+0 0+0 | +4:15.0     |
| 14    | 7   | Україна Сергій Семенов Андрій Дериземля Артем Прима Сергій Седнєв                              | 1:20:06.1 19:12.5 19:13.1 20:27.0 21:13.5 | 0+4 1+4 0+2 0+0 0+0 0+0 0+2 0+1 0+0 1+3 | +4:27.1     |
| 15    | 14  | Білорусь Євген Абраменко Сергій Новіков Володимир Шапелін Олександр Бабчин                     | 1:20:39.5 20:05.1 19:43.8 20:11.6 20:39.0 | 0+0 1+8 0+0 1+3 0+0 0+1 0+0 0+2         | +5:00.5     |
| 16    | 17  | Естонія Каурі Койв Індрек Тобрелутс Рональд Лессінг Даніл Степценко                            | 1:21:01.8 19:41.7 19:54.0 20:15.2 21:10.9 | 0+5 0+4 0+1 0+2 0+1 0+1 0+0 0+0 0+3 0+1 | +5:22.8     |
|       | 25  | КНР Чень Хайбінь Рен Лонг Лі Чжонхай Лі Сюечжі                                                 | LAP 19:34.1 20:19.6 20:29.6               | 0+2 2+8 0+0 0+1 0+2 0+1 0+0 0+3 0+0 2+3 |             |
|       | 12  | Швейцарія Іван Йоллер Беньямін Веґер Клаудіо Беклі Маріо Долдер                                | LAP 19:31.0 19:39.7 20:32.7               | 0+4 3+8 0+1 0+1 0+0 0+1 0+2 0+3 0+1 3+3 |             |
|       | 23  | Румунія Ремус Фаур Стефан Гавріла Роладн Гербачя Корнел Пучяну                                 | LAP 20:36.4 20:45.5 20:59.3               | 0+7 0+8 0+3 0+1 0+3 0+3 0+0 0+3 0+1 0+1 |             |
|       | 16  | Казахстан Олександр Червихков Ян Савицький Сергій Наумик Діас Кенешев                          | LAP 20:55.3 20:15.8 20:45.3               | 0+1 0+3 0+0 0+1 0+1 0+1 0+0 0+1 0+0 0+0 |             |
|       | 21  | Фінляндія Ахті Тойванен Яркко Кауппінен Міка Кальюнен Вілл Сімола                              | LAP 20:08.3 20:23.4 21:33.7               | 0+5 1+4 0+0 1+3 0+1 0+1 0+3 0+0 0+1 0+0 |             |
|       | 24  | Латвія Едгарс Піксонс Андрейс Расторгуєвс Роландс Пужуліс Оскар Муйжнієкс                      | LAP 20:06.1 19:21.0 21:25.4               | 2+6 0+3 0+1 0+1 0+1 0+2 0+1 0+0 2+3 0+0 |             |
|       | 22  | Велика Британія Лі-Стів Джексон Кевін Кейн [[]Піт Беєр] Марсель Лапондер                       | LAP 20:37.2 20:32.3 21:40.5               | 0+3 0+3 0+3 0+2 0+0 0+0 0+0 0+1 0+0 0+0 |             |
|       | 28  | Південна Корея Чжун Чжеук Лі Ін Бок Лі Суюн Кім Йон Гьо                                        | LAP 20:09.0 21:02.0 21:38.8               | 0+5 1+5 0+2 0+1 0+0 0+0 0+1 0+1 0+2 1+3 |             |
|       | 26  | Литва Томас Каукенас Кароль Домбровський Кароліс Златкаускас Олександр Лавринтович             | LAP 19:13.8 21:16.0 22:28.8               | 0+6 3+9 0+1 0+2 0+0 1+3 0+2 2+3 0+3 0+1 |             |
|       | 18  | Японія Наґай Дзюндзі Іса Хіденорі Вакамацу Сьо Маеда Рьо                                       | LAP 19:15.1 21:19.5 21:50.8               | 0+4 2+9 0+1 0+0 0+1 0+3 0+0 0+3 0+2 2+3 |             |
|       | 27  | Сербія Дамір Растич Емір Гркалович Міланко Петрович Едін Ходжич                                | LAP 21:02.9 21:18.7 21:44.2               | 1+5 1+5 0+2 0+2 0+0 0+0 1+3 1+3 0+0 0+0 |             |
|       | 20  | Польща Лукаш Щурек Адам Квак Кристоф Пливачик Лукаш Слоніна                                    | LAP 21:15.0 21:31.5 20:30.6               | 0+3 4+9 0+0 3+3 0+2 0+2 0+0 0+1 0+1 1+3 |             |
|       | 29  | Іспанія Самуель Пулідо Серрано Віктор Лобо Есколар Мануель Фернандес Муссо Педро Кінтана Аріас | LAP 20:39.5 22:14.5 25:48.6               | 1+4 3+3 0+1 0+0 0+0 0+0 1+3 3+3 0+0     |             |

## Виноски
1. ↑  Start list